# Вулиця Богдана Хмельницького (Дніпро)
Вулиця Богдана Хмельницького — вулиця в Індустріальному районі міста Дніпро. Довжина — 1050 метрів.
Вулиця Богдана Хмельницького розташована у старовинній лівобережній місцевості Кучугури — місцевості на захід від річки Самара, що була вкрита піщаними кучугурами. Геологічно вулиця розташована на 2-ій, лівобережній терасі Дніпра. Вулиця рівнинна без перепадів. Вулиця починається від Слобожанського проспекту та йде на схід до упору у Осінню вулицю.

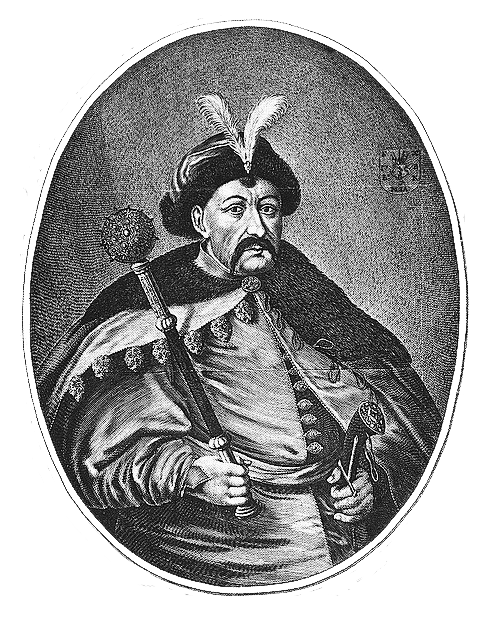
Богдан Хмельницький

Вулиця забудована переважно 5-поверховими житловими будівлями.
Вулиця названа на честь Гетьмана Війська Запорозького Богдана Хмельницького (1596 - 1657).

## Перехресні вулиці
- Слобожанський проспект,
- Яскрава вулиця,
- проспект Петра Калнишевського,
- Осіння вулиця.

## Будівлі
- № 2 — філія №17 Дніпровської міської бібліотеки[1][2];
- № 3а — Дніпровське вище професійне училище будівництва;
- № 6г — Сауна «Дельфин»;
- № 6 — ресторан «Горець»;
- № 10 — Гуртожиток № 4;
- № 11 — Дитячий садок «Монтессорі»; Державна виконавча служба Індустріального району;
- № 11а — будівництво ЖК «Хмельницький»;
- № 12 — Гуртожиток № 2 ДУЕП;
- № 14а — Учбовий комбінат ліквідованого Дніпропетровського будівельно-монтажний концерну «Дніпробуд»;
- № 14б — фірма «Проф Меблі»;
- № 15 — середня школа № 118;
- № 16 — бізнес-центр «Альянс»;
- № 18 — кафе «Бакинський дворик»; кафе «Шакін-Бурат»; Насосна станція водопостачання;
- № 19а — ТОВ «Сталевий дім»;
- № 21а — Продуктовий магазин;
- № 25 — Питна вода ТМ «Байкальська сльоза»;
- № 33а — Дитячий садок-ясла № 261 «Сонечко».